# Giovanni Antonio Petrucci
Giovanni Antonio Petrucci (1456 – Napoli, 1486) è stato un politico italiano.
Figlio di Antonello Petrucci, fu segretario regio della corte di Napoli e accademico pontaniano. Conte di Policastro, fu coinvolto nella caduta del padre e decapitato.
Fu autore di circa ottanta componimenti poetici, soprattutto sonetti, e alcune lettere in prosa, scritti durante la prigionia nel Castel Nuovo che precedette la sua condanna a morte. Aveva sposato Sveva Sanseverino, figlia del conte di Lauria e nipote del principe di Salerno.